# Giorgio Pasquali (politico)
Giorgio Pasquali (Fiesso Umbertiano, 31 agosto 1925 – Bolzano, 4 luglio 2012) è stato un politico e ingegnere italiano, sindaco di Bolzano per la Democrazia Cristiana dal 1957 al 1964 e poi nuovamente, dopo alcuni mesi di commissariamento del comune, dal 1965 al 1968.
Nel 1968 si dimise per candidarsi alle elezioni regionali, dove fu eletto ininterrottamente fino al 1983. In quegli anni, oltre alla carica di consigliere regionale ricoprì anche quella di assessore provinciale di Bolzano, fungendo anche da vicepresidente della giunta dal 5 luglio al 20 novembre 1983.